# Юревец
 Тази статия е за Юрьевец.  За други значения вижте Юревец (пояснение).
Шаблон:Селище в Русия
Ю̀рьевец е град (от 1225 г.), административен център на Юрьевецкия район в Ивановска област на Русия. Един от най-старите градове в Ивановска област, историята на града наброява най-малко Шаблон:На колко години години.

## Етимология
От XVI век до 1796 г. официално се нарича Юрьевец-Поволски. Вариант: Юрьев-Поволжски (за разлика от градовете Юриев-Полски и Юрьев-Ливонски – днес Тарту, Естония). Още от средата на XVI век се разпространява името Юрьевец, където разликата се постига не с определение, а с помощта на суфикса -ец, широко разпространен в руската топонимия (срв. Переяславль – Переяславец, Ростов – Ростовец и др.).

## География
Градът е разположен на десния бряг на река Волга (Горковско водохранилище) срещу устията на реките Унжа и Ньомда, на 159 км североизточно от областния център Иваново и на 60 км от жп гара Кинешма.
Първоначално градът-крепост е стоял на така наречената Георгиевска планина, която е била изравнена и използвана при строителството на брегозащитната дига на Горковското водохранилище. Релефът е хълмист, с разлики във височините от 85 до над 140 метра над морското равнище. Територията на града е прорязана от оврази. Ширината на водохранилището срещу града достига 15 км (преди наводняването е била 1,71 км).
Климатът е умерено-континентален, характеризиращ се с умерено студена зима и топло лято. Средната температура през юли е +21,3 °C, а през януари – -11,8 °C.
Юрьевец е един от най-екологично чистите райони в централна Русия. Градът е заобиколен от иглолистни гори. На западната му окрайнина се намира градската гора „Нагорная дача“, която е особено защитена природна територия. На 3 км от града, в Горковското водохранилище, се намира архипелагът „Асафови острови“, също защитена природна територия.

## История

### Основаване и ранна история
Според общоприетата версия, Юрьевец е основан през 1225 г. от великия княз на Владимир Юрий II Всеволодович като крепост за защита на източните граници на Североизточна Рус. Легендата, записана за първи път в средата на XVII век, разказва, че князът видял на сън икона на Георги Победоносец на отсрещния бряг на Волга. На това място той заповядал да се основе град и да се построи Георгиевска църква. Така е построен първият Юрьевецки кремъл на Георгиевската планина.
През 1237 г. градът е разрушен от войските на Бату хан. По-късно влиза в състава на Городецкото княжество. През XV-XVI век градът многократно е нападан от казански татари. През 1556 г. Иван Грозни включва Юрьевец в опричнината.

### XVII–XIX век
По време на Смутното време, през 1609 г., местното опълчение, водено от Фьодор Красний, се вдига срещу полско-литовските интервенти. По-късно градът е опожарен от отряда на Александър Лисовски.
През XVII век Юрьевец-Поволски се превръща във важен търговски град. Тук служи бъдещият известен деец на старообредството, протопоп Авакум Петров. През 1661 г. по указ на цар Алексей Михайлович започва изграждането на голям каменен кремъл – „Белия град“, който обаче не е завършен и по-късно е разрушен.
През XVIII век Юрьевец е уезден град последователно в Казанска, Нижегородска и Костромска губернии. На 29 март 1779 г. императрица Екатерина II дарява на града герб. В края на века е осъществено регулярно планиране на града.
През XIX век Юрьевец продължава да се развива. От средата на века тук функционира голямо товарно-пътническо пристанище. През 1871 г. е построена Юрьевецката фабрика за лен. В края на века и началото на XX век, със съдействието на градския глава Василий Лицов, в града са открити женска прогимназия и занаятчийско училище, а улиците са павирани.

### XX век и съвремие
В началото на XX век градът е уезден център на Костромска губерния с развита инфраструктура: болници, училища, обществени организации. На 22 декември 1917 г. в Юрьевец е установена съветска власт.
През годините на Великата отечествена война (1941–1945) хиляди жители на района заминават на фронта, а промишлеността е пренастроена за военни нужди. Четирима родом от района са удостоени със званието Герой на Съветския съюз.
През 1954–1957 г. при изграждането на Горковско водохранилище е построена защитна дига, но част от историческата застройка в северната и южната част на града е загубена.
В постсъветския период икономиката на Юрьевец се сблъсква със значителни трудности, което води до закриването на повечето градообразуващи предприятия. От 1967 г. до 2021 г. населението на града непрекъснато намалява, спадайки почти 2,7 пъти.
През 2025 г. се планира отбелязването на 800-годишнината на Юрьевец на държавно ниво.

## Икономика и транспорт
В съвременния Юрьевец функционират предприятия за производство и разпределение на електроенергия, газ и вода, както и малки предприятия в мебелната, текстилната и хартиената промишленост.
Автобусният транспорт осигурява връзка с Москва, Иваново, Кинешма, Нижни Новгород и други градове. Пътническото корабоплаване по Волга, съществувало в миналото, е прекратено, но през 2022 г. е възобновен маршрутът до Нижни Новгород с кораб на подводни криле. Най-близката жп гара се намира в град Кинешма, на 60 км.

## Архитектура
В Юрьевец са запазени значителен брой архитектурни паметници.
- Георгиевският площад
- Катедрален ансамбъл (1733 и по-късно)Катедрален ансамбъл (1733 и по-късно)
- Храм „Богоявление“ (около 1720)
- Храм „Сретение Господне“ (1757)
- Храм „Рождество Христово“ (1815)
- Храм „Съшествие на Светия Дух“ (1839)
- Храм „Рождество на Пресвета Богородица“
- Питейният дом (преди 1779)
- Търговските редове (трета четвърт на XIX век)
- Къщата на Горохов (XIX век)
- Училището на П. Миндовски (1904)
- Мъжка гимназия (1909)
- Къщата на В. Н. Демидов (1910-те години)
- Градска управа (1913)
- Къщата на М. Н. Черкаски (1909)
- Къщата на Ефимов (1910-те години)
- Парк на крайбрежната улица

### Храмови постройки
- Храм „Богоявление“ (около 1720 г.) – най-ранният запазен паметник, в стил наришкински барок.
- Катедрала „Вход Господен в Йерусалим“ (зимна) (1733 г., преустроена 1806 г.) в стил барок.
- Катедрала „Успение Богородично“ (лятна) (1825–1833 г.) в стил късен руски класицизъм.
- Камбанария с храм „Георги Победоносец“ (1840 г.) – петярусна камбанария в стил късен класицизъм.
- Храм „Сретение Господне“ (1757 г.) – каменен храм в стил барок.
- Храм „Рождество Христово“ (1815 г.) – построен в чест на победата над Наполеон.
- Храм „Съшествие на Светия Дух“ (1839 г.) – гробищен храм в стил късен класицизъм.

### Гражданска архитектура
Запазени са множество сгради от XVIII-XX век, включително бившият питеен дом (преди 1779 г.), каменните търговски редове (XIX в.), сградата на хазната (края на XVIII в.), сградата на градската управа (1913 г.), както и множество къщи на търговци и промишленици, построени в стиловете класицизъм, еклектика и модерн.

## Музеи и паметници
В града има обединение „Музеи на град Юрьевец“, което включва:
- Историко-художествен музей (в имението на А. Л. Флягин).
- Музей на архитектите братя Веснини, родени в Юрьевец.
- Музеен център „Андрей Тарковски“ (в къщата, където бъдещият режисьор е живял през 1941–1943 г.).
- Културен център „Андрей Тарковски“.

В акваторията на Горковското водохранилище е поставен 12-метров поклоннически кръст в памет на потопения Кривоезерски манастир.

## Известни личности
- Братя Веснини – руски съветски архитекти.
- Андрей Тарковски – съветски кинорежисьор и сценарист, живял в града по време на евакуация.
- Александър Роу – съветски кинорежисьор, автор на филми-приказки.